# Decisão tributária antecipada
Decisão tributária antecipada é uma ferramenta para empresas multinacionais e para contribuintes individuais para esclarecer e conformar acordos tributários específicos. Uma interpretação por escrito das leis tributárias é emitida pelas autoridades fiscais para empresas e indivíduos que solicitam esclarecimentos sobre acordos tributários. Uma decisão tributária antecipada vincula as autoridades fiscais ao cumprimento das disposições fiscais estabelecidas na decisão. As decisões fiscais antecipadas são comuns em vários países. Os Luxemburgo Leaks fornecem informações sobre a prática de decisões fiscais antecipadas em Luxemburgo, utilizadas por empresas como uma ferramenta para elaborar estratégias que as ajudem a evitar impostos.